# Pontecurone
Pontecurone (italià), Poncròu (piemontès) o Puncrùn en el dialecte local) és un poble del Piemont de la província d'Alessandria italiana, situat a l'esquerra del riu Curone, a prop de la frontera amb Llombardia. L'abril de 2013 tenia 3.800 habitants.
El nom prové del pont sobre el riu Curone,, que en l'antiguitat protegien els Cavallers Templers. Es considera que va començar a estar habitat al segle II per la descoberta de nombroses monedes de l'època. El caràcter urbà del municipi es veu per la distribució dels primers carrers, al voltant d'una plaça principal al davant de la torre principal. La primera evidència escrita del municipi és de l'any 962, quan Otó I va fer unes donacions al monestir de Sant Pere de Pavia. Al segle xv Oruç Reis va destruir el poble, i es feu construir un palau imperial gòtic en la seva memòria. Sant Lluís Orione va néixer en aquest poble el 1872. El teixit industrial del municipi pren forma amb la fabricació de maons a la fi del segle xix.